# Cretaspira cretacea
Cretaspira cretacea é uma espécie de gastrópode do gênero Cretaspira, pertencente à família Pseudomelatomidae.